# Міжміський трамвай Відень-Братислава
51°15′54″ пн. ш. 3°00′20″ сх. д. / 51.26495° пн. ш. 3.00544° сх. д.
Міжміський трамвай Відень-Братислава (нім. Lokalbahn Wien–Pressburg (LWP), також нім. Pressburger Bahn, нім. Wien-Preßburger Bahn) або Віденська електричка (словац. Viedenská električka) — колишнє пряме залізничне одноколійне сполучення між Віднем та Пресбургом, на той момент в Угорському королівстві, а 1919 року — Братиславою як столицею Словаччини. Електрифікована місцева залізнична колія завдовжки 69,1 км була відкрита 01 лютого 1914 року і розпочала регулярні рейси 05 лютого 1914 року.
Колія проходила від Відня на південь від Дунаю через Швехат, Хайнбург-на-Дунаї та Вольфшталь у Австрії, а також через тодішнє передмістя (і сьогоднішній район) Братислави — Петржалку (словац. Petržalka/ угор. Pozsonyligetfalu / нім. Engerau) до її історичного центру. При цьому у кінцевих містах лінія функціонувала як трамвайний маршрут.

## Маршрут
З загальної довжини лінії бл. 12 км у Відні та бл. 7 км у Братиславі використовувались як окремі трамвайні маршрути, хоча в Братиславі частково використовувались і міські трамвайні колії. Міжміська частина завдовжки 49,6 кілометри була між вокзалами Грос-Швехату (зараз: Швехат) та Кіттзе (муніципалітет в Австрії та район в Братиславі, який до нього примикає) натомість були виконані як традиційна одноколійна залізниця, хоча частково на маршруті використовувалась і вже побудовані колії Ц.к. Австрійської Державної залізниці.
Міжміська частина використовувала тоді ще нову техніку однофазного змінного струму 16⅔ Герц, 15 000 Вольт, яка використовується і сьогодні. Після залізниці Міттенвальд в Тіролі, це була друга таким чином електрифікована колія в Цислейтанії. Міські трамвайні ділянки колії використовували постійний струм силою 600 Вольт у Відні та 550 Вольт у Братиславі. Така система змішаного використання змінного і постійного струмів для села та міста до того вже була використана електричкою Відень-Баден, хоча і з однаковою напругою.

### Трамвайний маршрут містом Відень
У Відні для цієї залізниці було прокладено окрему колію між центром Відня та передмістям Швехат, далеко від наявних основних трамвайних маршрутів. Перевагами такого підходу вибору маршруту було те, що лінія передач напругою 15 кВ/16⅔ Гц, протягнута від віденської міської ТЕС Зіммерінг, де були встановлені генератори струму для «міжміської» ділянки, після Грос-Швехату могла б використовувати наявну міську контактну мережу. При цьому Віденська електричка, на відміну наприклад від електрички Відень-Баден, не повинна була сплачувати міським трамваям за використання їх колій.
Віденська ділянка маршруту навіть перетинала міські трамвайні шляхи на мосту Радецького, Ротондовому мосту та перехресті Ціннергассе / Кайзереберсдорфер Штрассе на рівні вулиці, однак не мала з ними з'єднувальної колії.
Колія по Відню проходила на рівні вулиці. Вона описувала петлю довкола тодішнього Віденського міського театру, проходила повз сучасний вокзал Wien Mitte та тодішній ринок Гросмарктхалле, проходила невеликий відрізок вздовж річки Відень і в місці її злиття з Дунайським каналом повертала і прямувала правим берегом каналу на його рівні до ТЕС Зіммерінг. Проходячи повз нього, колія 2,2 км йшла по так званим «Зіммерінгер Хайде», територія околиці міста, яка тоді використовувалась з аграрною метою. Після неї колія досягала Кайзереберсдорфер Штрассе та перетинала межу міста. Майже одразу після цього колія на так званій Прессбурзькій вокзальній площі (нім. Pressburger Bahnplatz) Швехату з боковим відрізком «Дунайської приміської залізниці» (нім. Donauländebahn) з напрямку Кледерінг, який є сьогоднішнім з'їздом до міжміської ділянки Віденської електрички.
Весь міський відрізок залізниці (окрім короткої ділянки від кінцевої станції до мосту Радецького) був одноколійний.

### Трамвайний маршрут Братиславою

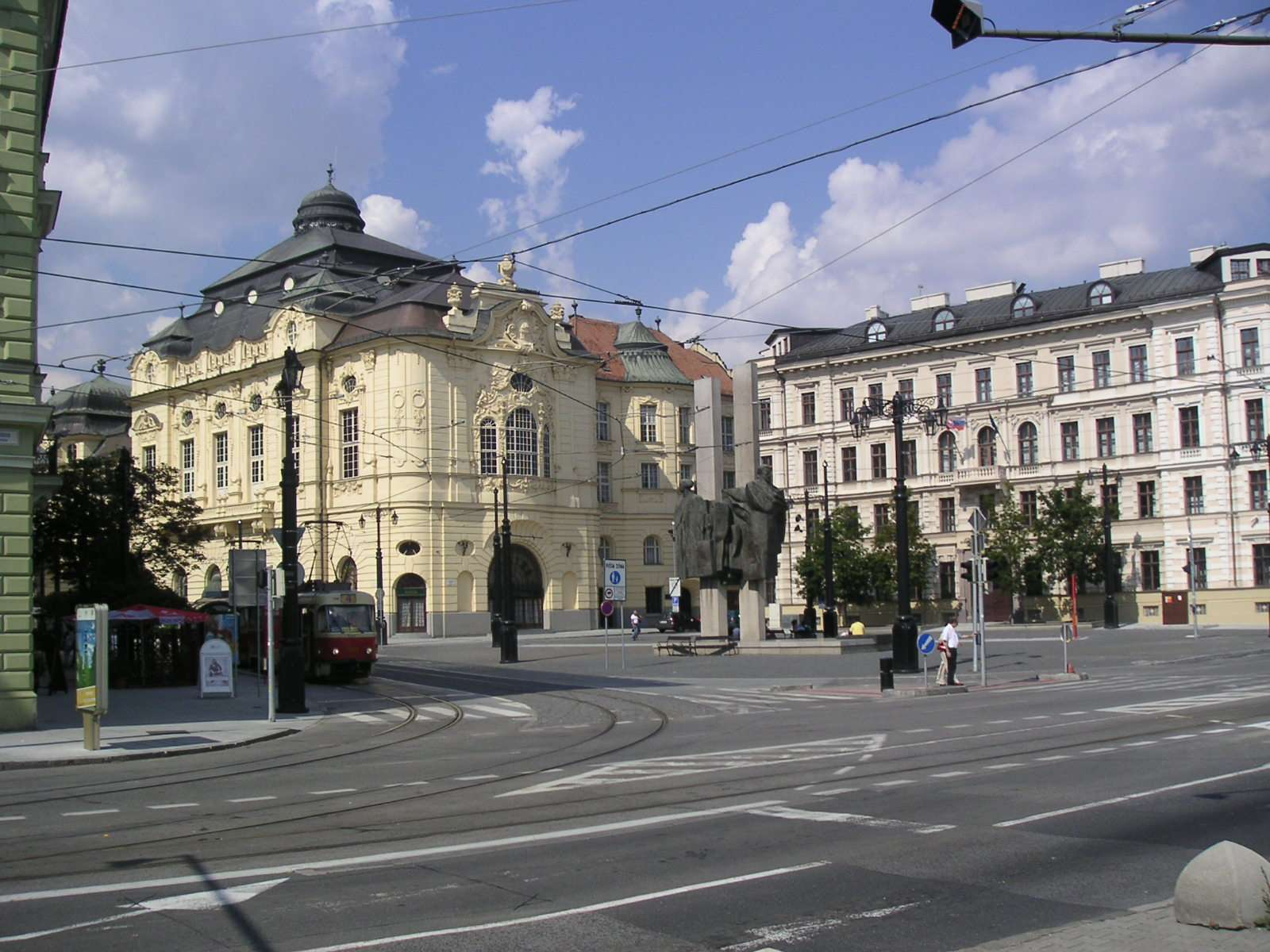
Сучасна площа Людивита Штура раніше була кінцевою зупинкою Віденської залізниці в Братиславі

В Братиславі та його передмісті Петржалці (тоді мало угорську назву Pozsonyligetfalu, а з 1918 / 1919 оофіційно Petržalka) колія спочатку заходила від містечка Берг (Нижня Австрія) на вокзал Кіттзее (Копчани), звідти трамвай йшов далі до зупинки перед вокзалом Братислава-Петржалка, потім у північно-західному напрямку, оминаючи центр старого селища Петржалка (Енгерау), у напрямку Віденсько-Братиславського шосе. Далі колія йшла вздовж шосе по Аупарку (сьогодні — Сад Янка Крала) паралельно Дунаю до сталевого Дунайського мосту (сьогодні Старий міст, на перебудові).
В історичному центрі Братислави використовувались наявні трамвайні колії Братиславського трамваю. Оскільки вони були вужчі (метрова колія), то була створена суміщена трирейкова колія. Далі маршрут проходив короткий відрізок по сучасній Штуровій вулиці, після того повертав до берегової променади (сьогодні — Vajanského nábrežie) та досягав сучасної площі Людовита Штура, де спочатку планували кінцеву зупинку, але потім було облаштоване трамвайне кільце. Поїзди з Відня їхали далі на північ через Мостову вулицю до площі Кошута (сьогодні площа Гвездослава), якою колія проходила повз Національний театр по декількох вулицях до сучасної Шафарикової площі, де маршрут і закінчувався.

### Міжміська дистанція
Відрізок колії завдовжки 49,6 км від вокзалу Гросс-Швехату до вокзалу Кіттзее був «серцем» всього проєкту. Він містив як приміські так і повноцінні електрифіковані відрізки колії, які були лише частково новозбудовані. Від вокзалу Гросс-Швехат лінія йшла в східному напрямку через декілька зупинок, у тому числі Хайдфельд (пізніше вокзал Віденського аеропорту) до Фішаменду. На цьому відрізку колії Віденська електричка могла спільно використовувати вже наявну інфраструктуру Державних залізниць від Кляйн-Швехату до Гросс-Швехату до Райхштрассе в Фішаменді, яка після Гетцендорфу повертала на Східну залізницю, але ділянку потрібно було електрифікувати.
Після цього колія вела до Хаслау-Марія Елленд, Петронелл, декілька інших містечок до Хайнбург-на-Дунаї. Відрізок колії Петронелл-Хайнбург аналогічно належав Державній залізниці та був електрифікований та у Брук-ан-дер-Лайта мав вузол зі Східною залізницею.
На схід від міста Хайнбург були вокзали в містах Вольфшталь та Берг", після чого колія на 60,81 км перетинала угорський (зараз словацький) кордон і прибувала до вокзалу Кіттзе (словацькою — Копчани). Цей вокзал, на якому відбувалась зміна системи не був ідентичним вокзалу Кіттзе на відрізку залізниці ÖBB «Парндорф-Братислава Петржалка». Він був розташований дещо далі на південний захід від сучасного вокзалу Братислава-Петржалка приблизно під прямим кутом до його колій. Територія колишнього вокзалу приєднана до сучасного вокзалу з'єднувальною колією.

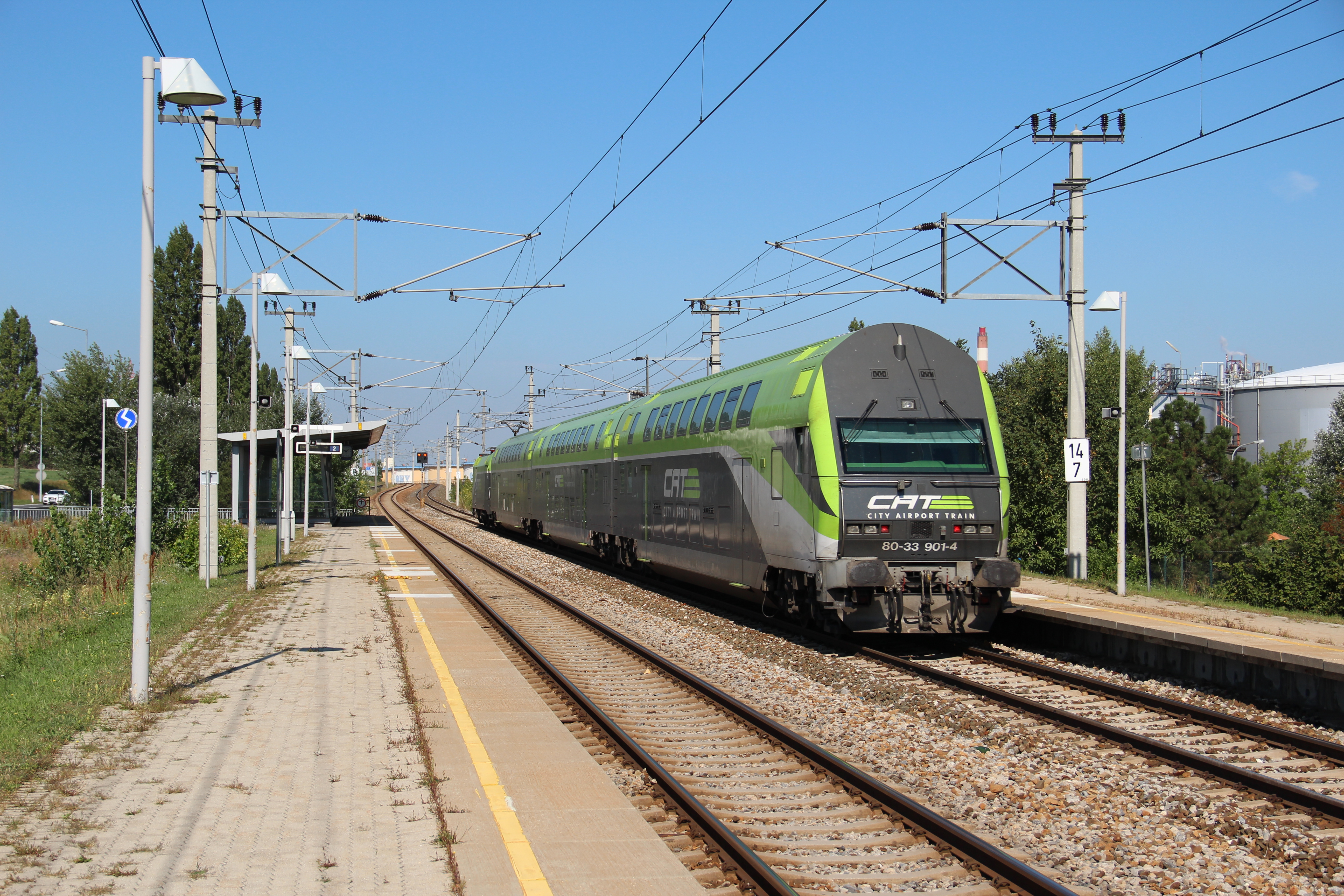
Зупинка Mannswörth
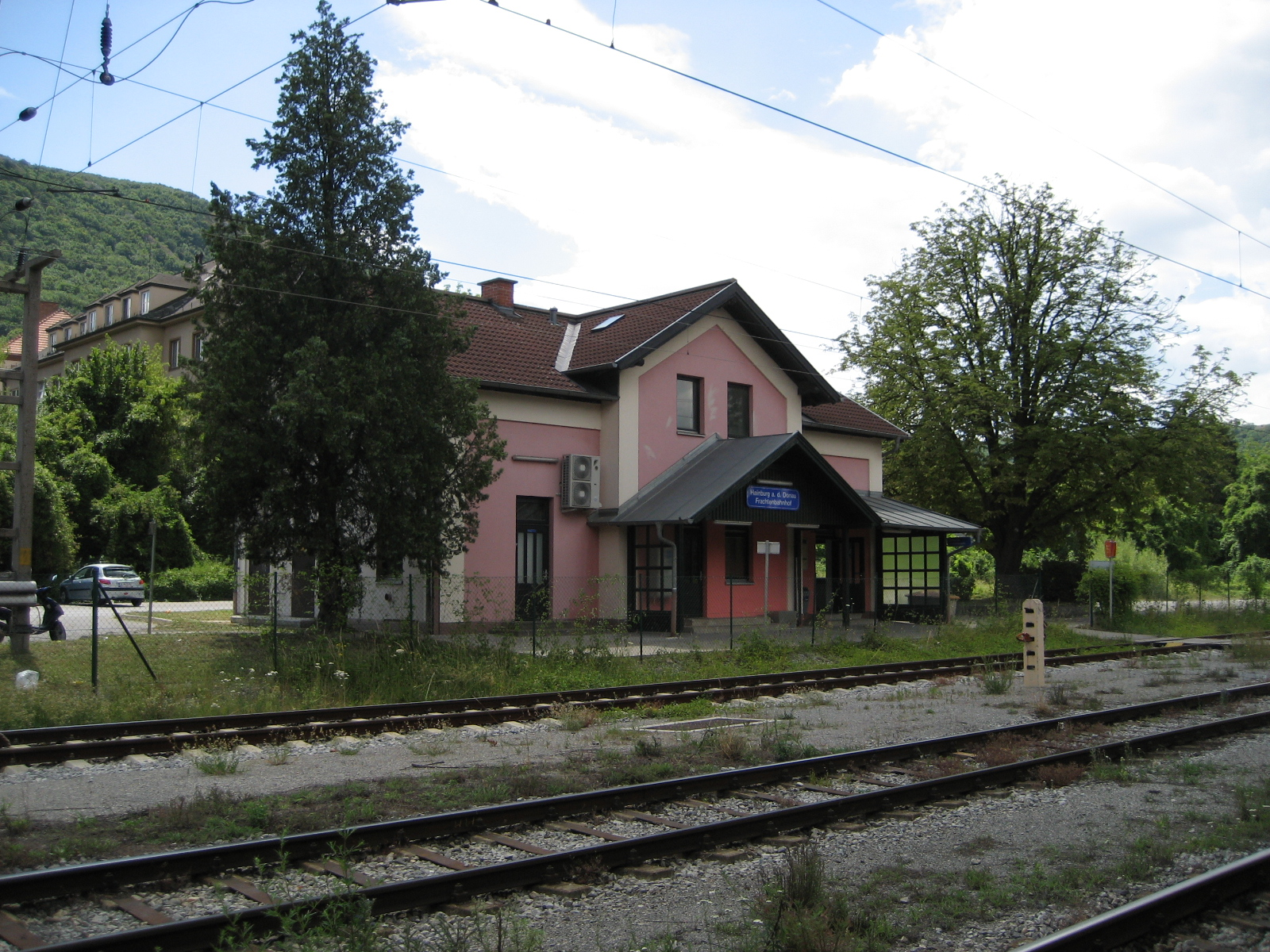
Товарна станція Хайнбургу-на-Дунаї
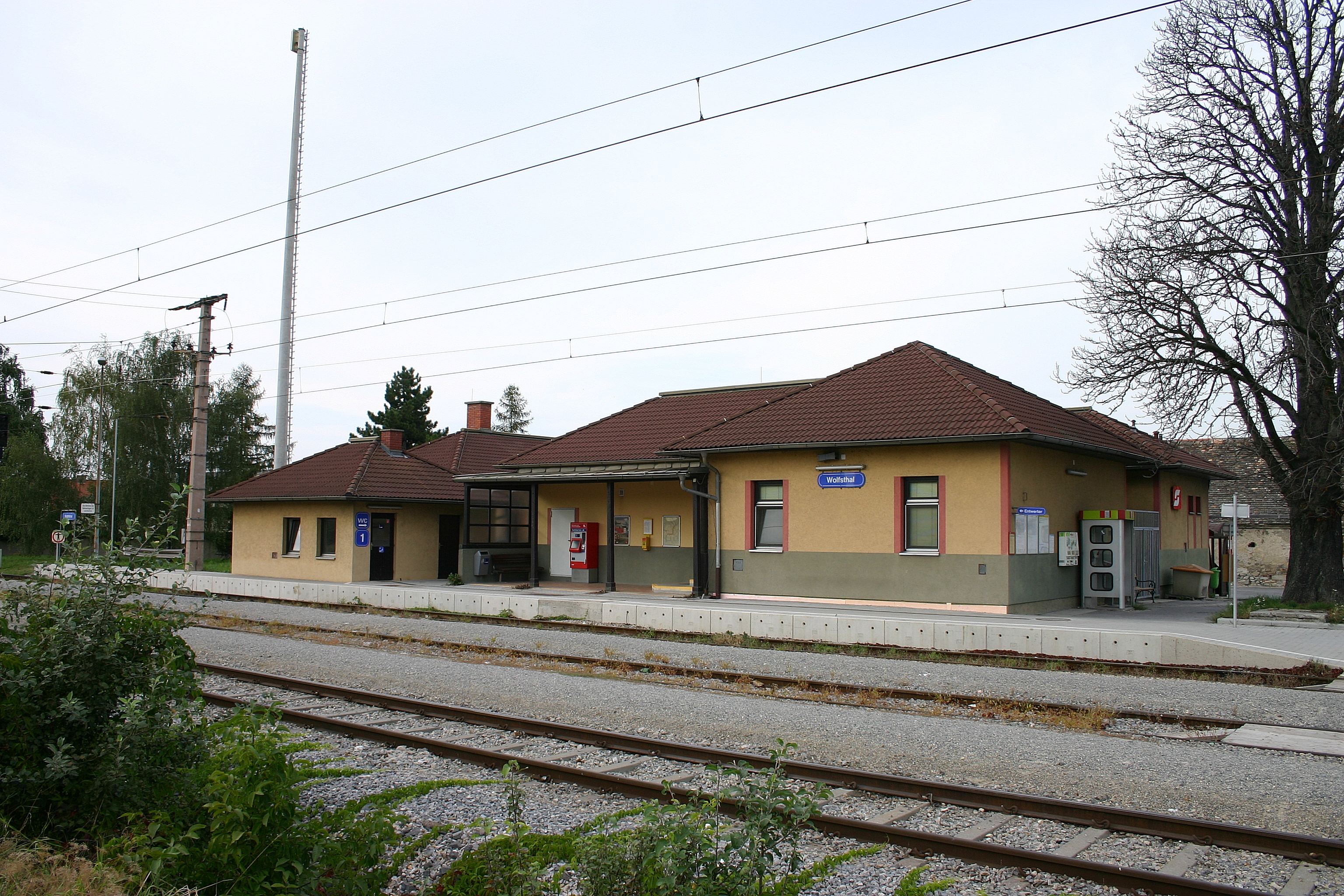
Сучасна кінцева станція - вокзал Вольфшталь

## Історія
До 1870 року приватними інвесторами для Відня та околиць було ініційовано проєкт «Central-Eisenbahnnetz» (букв. — Центральна мережа залізниць), яким передбачалось створення 10 залізничних ліній, і десятою з них була лінія Відень-Прессбург (Братислава). Вже 1869 року консорціум отримав дозвіл на виконання робіт у Міністерстві торгівлі — повністю розуміючи, що реалізація проєкту потребуватиме досить довгого часу для здійснення.
Після вибухового економічного розвитку аж до початку 20-го сторіччя у регіоні Відня і околиць (Великому Відні) відбулося значене зростання перевезень, тому транспортні шляхи, насамперед залізниці, розбудовувались. Тільки задоволення транспортних потреб на схід від Швехату залишалося на низькому рівні, і там бракувало ефективних засобів транспортування. Оскільки не було ніякого інтересу в створенні транспортних шляхів в цій області з боку військових, для реалізації проєкту залізниці Відень-Братислава 12 листопада 1904 року було утворено акціонерне товариство «AG Elektrische Lokalbahn Wien-Landesgrenze nächst Hainburg» з головним офісом у Відні. Його головними акціонерами стали Земля Нижня Австрія та Міністерство залізниць. Ландтаг (земельний парламент) Нижньої Австрії надав гарантії під кредит 10,7 мільйонів крон. Для залізниці було обрано використання електричної тяги.
Оскільки використання залізниці на угорській території (сім кілометрів від місця перетину кордону у Бергу) цим товариством було неможливо з правових та політичних причин, 23 грудня 1909 року було засновано угорське товариство «POHÉV» (Pozsony Országhatárszéli Helyiérdekű Villamos Vasút", в перекладі «Товариство місцевої залізниці Братислава-державний кордон»). Щоб проєкт було можливо реалізувати, між двома товариствами була підписана угода, за якою вся лінія управлялась австрійським товариством.
Будівельні роботи почалися у Хайнбергу-на-Дунаї 4 червня 1911 року, а право власності на проєкт було передано компанії «NÖLB» («Залізниці землі Нижня Австрія»), яка перебувала у власності цієї землі. Угорський уряд сприйняв будівництво з незадоволенням, оскільки у нього не було ніякого інтересу до тісніших зв'язків Братислави і Відня, бо це суперечило політиці мадяризації. Він зволікав з наданням концесії на угорську ділянку лінії.
Роботи над колією в містах проводились відповідно правил для трамваїв, на «позаміській» ділянці відповідно правил для державних залізниць.
На трамвайній ділянці у Відні були облаштовані сигнали з електричним світлом для уникнення ризику зустрічного зіткнення поїздів.

### 1914–1920
На початку жовтня 1913 року роботи були настільки завершені, що тестові рейси планували на кінець місяці, а на 1 грудня — відкриття. Насправді ж 12-13 грудня 1913 року відбулися тестові рейси між Грос-Швехатом та Фішаменд-Райхштрассе, а 1 лютого 1914 року залізниці була відкрита офіційною поїздкою за участі міністра залізниць Зденко фон Форстера (1860–1922). Регулярні перевезення розпочались 5 лютого 1914 року спочатку 11 парами поїздів. Допоміжний трамвайний рух між Гроссмарктхалле у Відні та Гросс-Швехатом розпочався 13 квітня, а між вокзалом Кіттзе та Братиславою — 15 листопада того ж року (всього 35 пар поїздів).
З завершенням Першої світової війни на Віденській електричці відбулись зміни. Після того, як війська новосформованої Чехословаччини 31 грудня 1918 року зайняли Дунайський міст в Братиславі та перекрили рух, потяги більше не могли досягнути вокзалу в Кіттзе. Однак звичайне користування залізницею на той час вже сильно впало, і її робота була дуже нерегулярною. З огляду на громадянську війну в Угорщині, з 27 квітня по 2 жовтня 1919 року перевезення були обмежені лише австрійською територією до Бергу (державного кордону). В самій Австрії були відчутні наслідки Першої світової війни (інфляція, енергетичний дефіцит тощо), тому залізниця в 1919–1920 роках неодноразово припиняла рух на короткі та довші періоди.
Після того, як справи у новоутвореній Чехословаччині дещо стабілізувались з 2. жовтня 1919 року були відновлені місцеві поїзди між Братиславою та Копчанами (Кіттзе). З 21 травня 1920 року поїздам з Відня було знову дозволено їхати до Копчан, в яких відбувався паспортний та митний контроль, а подорожуючі до Братислави там мусили робити пересадку. Відтоді залізниця була поділена на дві частини. З компанії «POHÉV» була утворена компанія «Elektrická lokálna železnica Bratislava-krajinská hranica», скорочено «BKH».

### 1920–1935
До літа 1920 року поїзди з Відня йшли до державного кордону в Бергу, там міняли локомотиви на локомотиви BKH і найбільше два вагони прямого безпересадкового сполучення відправлялись до вокзалу Копчани в Братиславі. З літа 1920 року з економічних причин з чехословацького боку це припинилось і електропостачання на відрізку від Копчани до державного кордону в Бергу було замінено з 15 000 Вольт змінного струму на 550 Вольт постійного. Перебудована лінія була введена в експлуатацію з 1 листопада 1920 року.
Тепер маршрут був організований таким чином, що транзитні вагони з Відня до Братислави відчіплювали від австрійських локомотивів на спеціально збудованій зупинці «Берг-державний кордон» та перетягували через кордон з Чехоловаччиною паровозами (бо цей короткий відрізок не був електрифікований) і там приєднували до поданих локомотивів BKH. У зворотному напрямку BKH-локомотиви приєднувались до вагонів вже на вокзалі Копчани та подавали їх до кордону, щоб їх знову можна було приєднати до австрійських. Таким чином через деякий час точка зміни застосовуваної системи перемістилась з Копчани до Бергу.

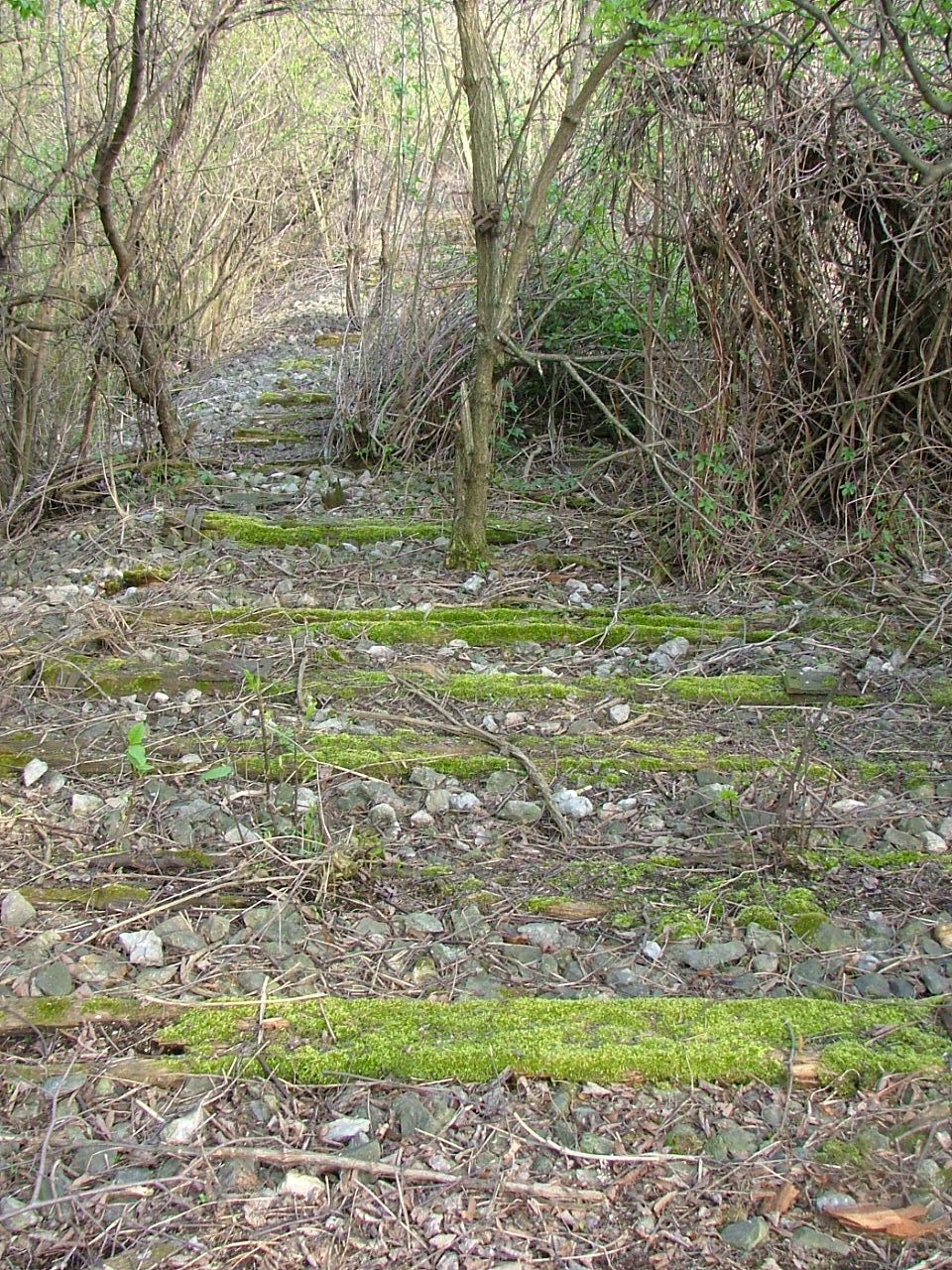
Залишки шпал на словацькій стороні біля переходу кордону в Берзі

Оскільки нормальна ширина колії в метровій мережі місцевого трамвайного сполучення «Bratislavská elektrická účastinárska spoločnosť» («BEÚS») була чужорідною, лінія з 5 жовтня 1935 року була демонтована та тимчасово замінена на автобусні маршрути. Після перебудови на метрову ширину колії, трамвайний маршрут знову відрився 15 травня 1936 року. Відтоді подорожуючі повинні були у Бергу виходити, пішки переходити кордон, і лише після того пересідати на інший транспортний засіб. Паспортний та митний контроль вони вже проходили в загальному порядку у спільній будівлі КПП.

### 1935–1945 роки
У 1938 році в результаті Судетської кризи 1 жовтня 1938 року (одразу після Мюнхенської угоди) Судетська область була окупована і приєднана до Третього рейху.
До теренів що відійшли до Німеччини належала і Петржалка, яку знову перейменували на Енгерау. Спочатку була встановлена трамвайна колія що мала зв'язок з вокзалом Енгерау автобусним маршрутом. «BKH» наприкінці 1942 року було ліквідовано.
Оскільки збройні заводи в Енгерау відчували величезне зростання обсягів виробництва через підготовку Німеччини до війни, відповідно в регіоні зросла і потреба у транспортуванні. Тому наприкінці 1939 року з'явилися плани знову продовжити колію від Бергу до Енгерау. Плани були конкретизовані в 1940 році (після вторгнення в Польщу), і 10 січня 1941 року була відкрита ділянка, продовжена до вокзалу Енгерау. Продовження лінії до центру Братислави не розглядалось.
З 1 листопада 1943 року через високе транспортне навантаження, рейси з віденського вокзалу Аншптрангбанхоф через Зіммерінг, Центральний цвинтар Відня та далі в напрямку Швехату були переведені на колії сучасного маршруту S7. Внаслідок бомбардувань залізничної інфраструктури — насамперед в місті Відень та довкола вокзалу Швехату — перевезення з 1944 року неодноразово припинялися на короткий час частково або повністю. Через бойові дії на початку 1945 року з залізниці прибрали транспортні засоби, а з 3 квітня 1945 року вона повністю припинала роботу (див.також Віденська операція).

### Після 1945 року

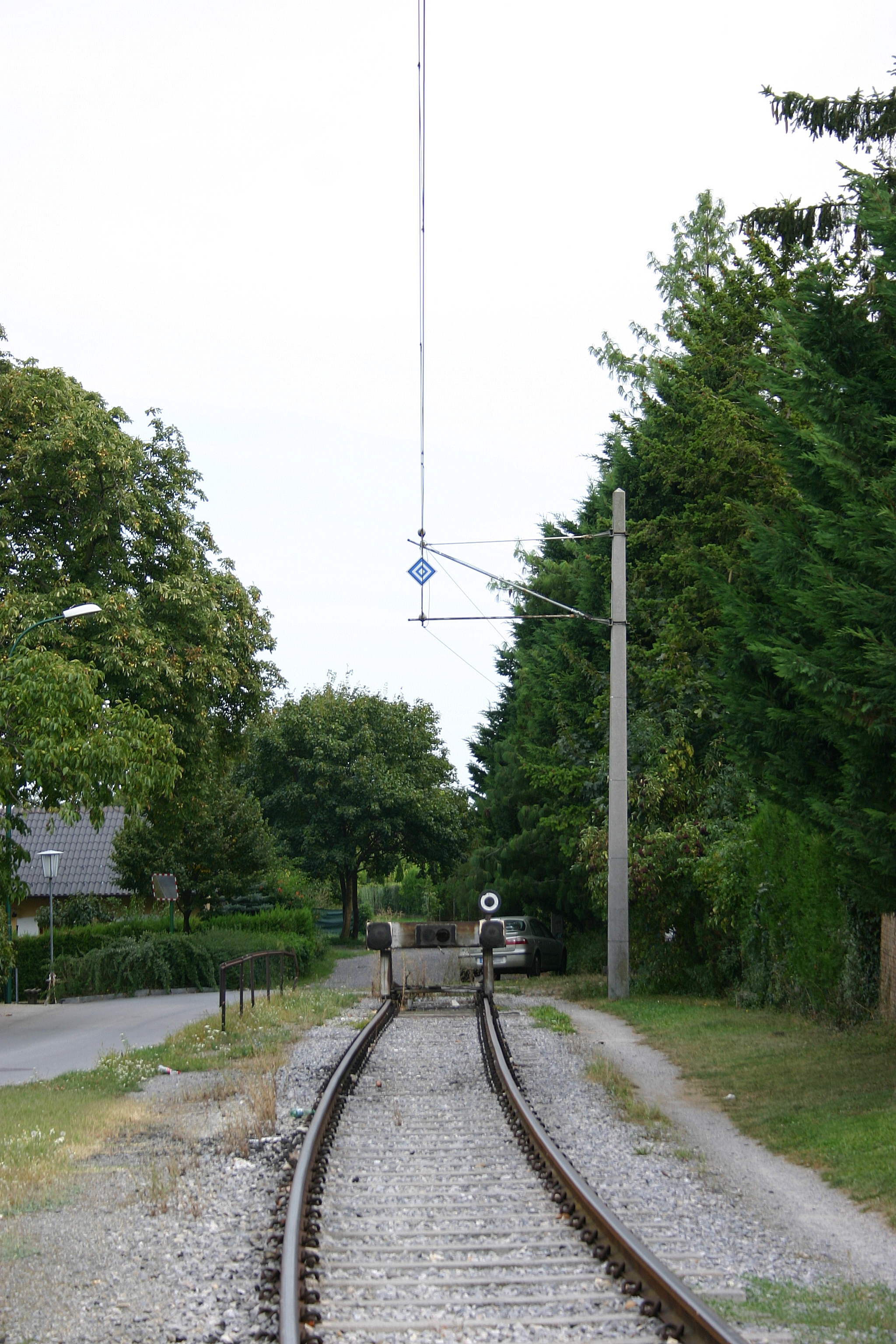
Сучасний кінець маршруту у Вольфшталі

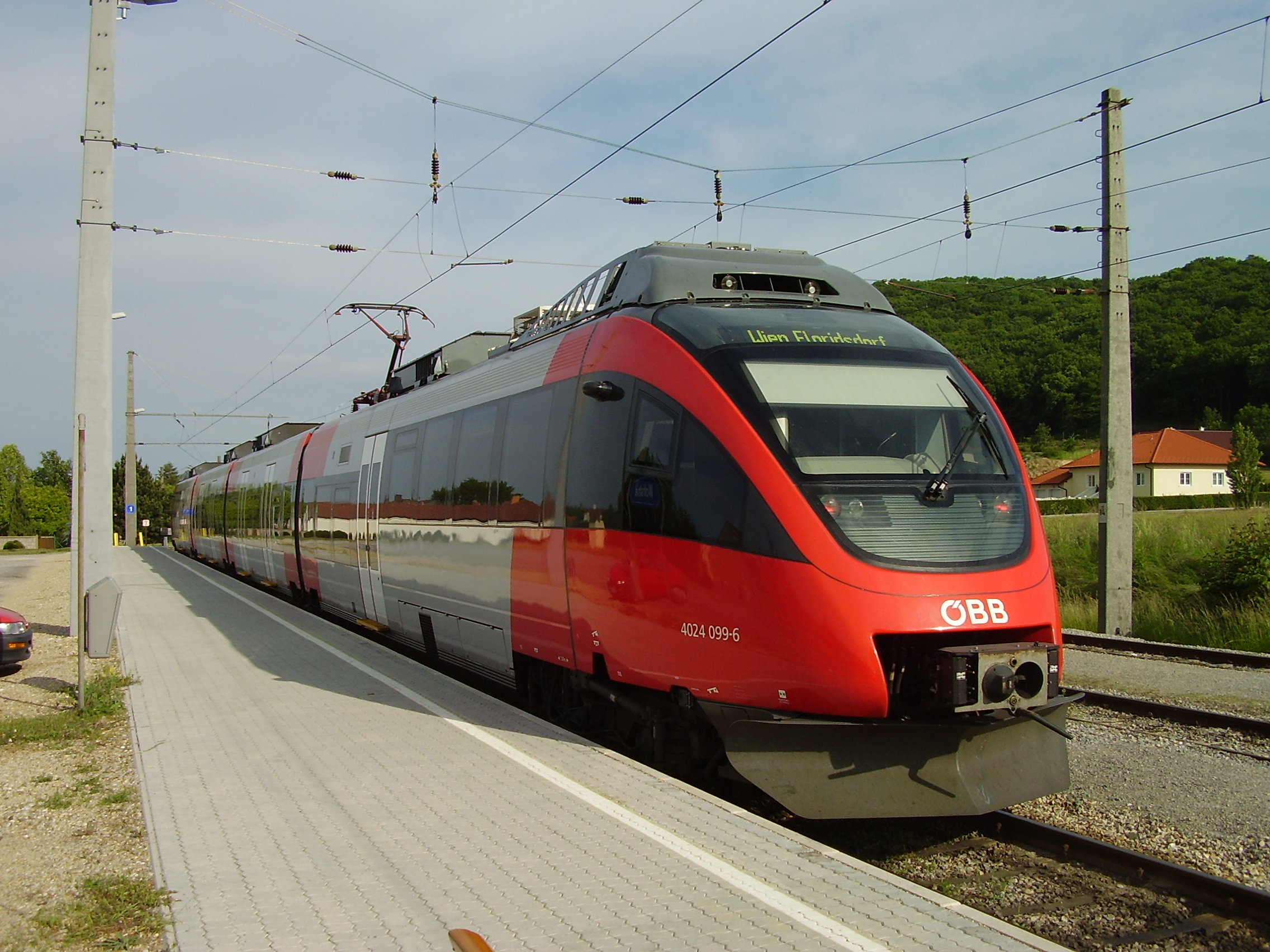
Bombardier Talent у Вольфтшталі

Після завершення Другої світової війни (Червона Армія ввійшла до Відня в середині квітня 1945 року) рух Віденської електрички було відновлено (за виключенням трамвайної ділянки у Відні) — з 26 липня 1945 року частково паровозами, а з березня 1946 року — знову електричною тягою. Після того, яку було відбудовано віадук у Хайнбургу, з 1 липня 1946 року маршрут досягав Вольфшталю. Однак через низьку завантаженість, ділянку від Вольфшталю до станції Берг-кордон вже не обслуговували. Однак, ще деякий час після війни товарні поїзди на паровій тязі перевозили обладнання демонтованих військових заводів довкола Енгерау-Берг до Радянського Союзу. Після цього колія у безпосередній близькості до державного кордону була з австрійського боку розірвана і до 1959 року розібрана, зі словацького боку колія існувала до 1980-х років.
Оскільки трамвайна ділянка у Відні під час бомбардувань та міських боїв в районі Дунайського каналу була сильно пошкоджена, використання цієї ділянки не відновили; віденський з'їзд на «позаміську» дистанцію відбувався через Ашпангбанхоф. Вцілілі рейки до 1948 року були переважно зняті та використані для ремонту позаміської дистанції
Сьогодні маршрутом Віденської електрички, адаптованим для електрички «S-Bahn 7», можна проїхатися від віденських вокзалів Пратерштерн та Мітте через Швехат та Віденський аеропорт до Петронелл-Карнунтум та Хайнбургу (багато поїздів ідуть від віденського вокзалу Флорідсдорф, чи й віддаленіших станцій S-Bahn). Кінцевою станцією з 1946 року лишається Вольфшталь. Продовження маршруту від Вольфшталю через Кіттзе до Братислави в 1990-ті роки обговорювалось, однак не було реалізовано, оскільки залізничні землі між Вольфшталем та Бергом ÖBB продало.
В грудні 2007 року «Wiener Lokalbahnen» (яка використовує лінії колишньої Віденської електрички), що плани щодо відновлення маршруту в схожих на трамвайні вагони з центру Відня до Братислави, реалізовані не будуть.
Швидкісний маршрут Відень-Братислава веде по «Marchegger Ast» північніше Дунаю до Братиславського центрального вокзалу та по гілці Східної залізниці в напрямку Будапешту, південніше Дунаю, з поворотом у Парндорфі через Кіттзе до Петржалки. Обидві ліні після закриття Південного вокзалу Відня відходять з тимчасового вокзалу та після введення в експлуатацію Центрального вокзалу будуть відходити звідти.

## Додавання другої колії
1998–2004 на лінії відбулись серйозні перебудови — відрізок між станціями Реннвег та Аеропорт отримав другу колію та був перебудований для використання швидкісного сполучення з аеропортом відповідно до критеріїв високоякісних залізниць (більша відстань між паралельними коліями, жодних перетинів з дорогами на одному рівні тощо). Обіцяне тоді подвоєння кількості поїздів між Віднем та аеропортом з півгодинного інтервалу до поїзду кожних 15 хвилин було реалізовано через City Airport Train (CAT), який також ходить кожні півгодини, але не прив'язаний до іншого транспорту. Жителі були таким рішенням не задоволені, оскільки CAT є експресом та не зупиняється між Віднем та аеропортом, а отже подорожуючі до/з проміжних станцій все одно мають півгодинні інтервали між рейсами.

## Поїзди та інше

### Оригінальні потяги Віденської електрички

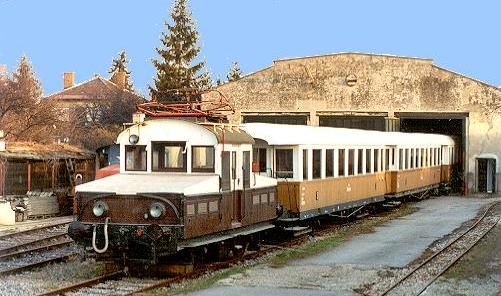
Історичний потяг Віденської електрички у Швехатському залізничному музеї

- Ewp 1-8, локомотиви для пасажирських перевезень на змінному струмі,[14] пізніше BBÖ 1005, DR E 72, ÖBB 1072
- Ewl 1-3, локомотиви для вантажних перевезень на змінному струмі, пізніше BBÖ 1060, DR E 60
- Cmg 1600–1609, вагони на постійному струмі для віденської міської ділянки, пізніше BBÖ ET 24, DR ET 187, ÖBB 4924
- Cmg 1610–1613, вагони на постійному струмі для братиславської міської ділянки
- Eg 1-4, двовісні локомотиви постійного струму для віденської міської ділянки, пізніше BBÖ 1085, DR ET 171, ÖBB 1985
- Eg 5-6, чотиривісні елокомотиви постійного струму для братиславської міської ділянки
- Eg 7-8, чотиривісні локомотиви постійного струму для віденської міської ділянки, пізніше BBÖ 1478, DR ET 172
- BBÖ 1479.01, чотиривісні локомотиви постійного струму для віденської міської ділянки, раніше Wöllersdorf II, пізніше DR ET 173, ÖBB 1979

### Неоригінальні потяги, які використовувались на маршруті Віденської електрички
- ÖBB 1046 зміна номера з 4061 після відмови від багажного відсіку
- ÖBB 1072
- ÖBB 4020
- ÖBB 4030
- ÖBB 4024

Довгі роки (до їх виходу з ладу) у використанні були і ÖBB 1073, ÖBB 1080 та ÖBB 4060 .
Також слід зазначити використання на Віденській електричці колишніх вагонів Державних залізниць Австрії.

## Зауваження
1. ↑   «Дозвіл на концесію для місцевої залізниці з Відня (Гросмарктхалле) через Хайнбург до кордону» не було видано до 24 червня 1912 року. — Дивись: Die Konzessionsurkunde für die Lokalbahn von Wien (Großmarkthalle) über Hainburg zur Landesgrenze wurde erst am 24. Juni 1912 ausgestellt. – Siehe: RGBl 1912/125. In: Reichsgesetzblatt für die im Reichsrathe vertretenen Königreiche und Länder, Jahrgang 1912, S. 401–406. (Online bei ANNO).
2. ↑  Ще до початку перевезень пасажирів існувала критика щодо розкладу та організації руху поїздів. — Дивись: Elektrische Bahn Wien–Preßburg. In: Wiener Zeitung, Nr. 26/1914, 1. Februar 1914, S. 6 Mitte. (Online bei ANNO)..
У жовтні 1913 року був опублікований розклад, за яким потяг відбував з Відня о 23.30 (та прибував у Братиславу о 01.45 ночі) Theaterzug vorsah. — Siehe: Die Czechen in Preßburg. (…) Erzählungen von Reisenden. In: Neue Freie Presse, Morgenblatt, Nr. 19526/1919, 3. Jänner 1919, S. 7, Mitte links. (Online bei ANNO). [Архівовано 10 січня 2016 у Wayback Machine.].
3. ↑  Хоча технічно були вжиті всі заходи, щоб конкурувати з державною залізницею, Віденська електричка пропонувала «набагато повільніший» зв'язок між Віднем і Братиславою. — Дивись: Emil Honigmann: Die elektrotechnische Industrie im Jahre 1913. (…) IV. Elektrische Bahnen. In: Elektrotechnik und Maschinenbau, Jahrgang 1914, Nr. 26/1914 (XXXII. Jahrgang), 28. Juni 1914, S. 558. (Online bei ANNO)..
4. ↑  Станція «Landesbahnstation», яка була розташована у місті, востаннє була використана ранком 1 січня. — Дивись: Die Besetzung von Preßburg durch die Czechen. In: Neue Freie Presse, Abendblatt, Nr. 19525/1919, 2. Jänner 1919, S. 1, Mitte rechts. (Online bei ANNO). [Архівовано 14 грудня 2015 у Wayback Machine.]
Люди, які тікали з Братислави в напрямку Відня, долали 6 км від вокзалу Кіттзе пішки. — Дивись:Die Czechen in Preßburg. (…) Erzählungen von Reisenden. In: Neue Freie Presse, Morgenblatt, Nr. 19526/1919, 3. Jänner 1919, S. 7, Mitte links. (Online bei ANNO). [Архівовано 10 січня 2016 у Wayback Machine.]
5. ↑  Відкриття прямого маршруту «Landesbahn Preßburg-Wien» було заплановано на 20.12.1923 р. — Дивись:Kleine Chronik. Direkter Straßenbahnverkehr Wien–Preßburg.. In: Neue Freie Presse, Abendblatt, Nr. 21287/1923, 15. Dezember 1923, S. 1, unten Mitte. (Online bei ANNO).